# Коле ди Фуори (Рим)
Коле ди Фуори је насеље у Италији у округу Рим, региону Лацио.
Према процени из 2011. у насељу је живело 1740 становника. Насеље се налази на надморској висини од 389 м.